# Topoxte
Topoxte är en fornlämning i Guatemala.   Den ligger i departementet Petén, i den norra delen av landet, 290 km norr om huvudstaden Guatemala City. Topoxte ligger 266 meter över havet.
Terrängen runt Topoxte är huvudsakligen platt, men åt sydväst är den kuperad. Runt Topoxte är det mycket glesbefolkat, med 7 invånare per kvadratkilometer. Det finns inga samhällen i närheten. I omgivningarna runt Topoxte växer i huvudsak städsegrön lövskog.